# 四湖 (苗栗縣大字)
四湖，即今西湖，是臺灣苗栗縣西湖鄉的一個傳統地域名稱，位於該鄉西部。相較於今日行政區，其範圍大致與四湖村相近。

## 歷史
台灣清治末期至日治初期，四湖地區為一街庄，稱為「四湖庄」，隸屬於苗栗一堡。該庄北與三湖庄為鄰，東邊北段與鴨母坑庄、五湖庄為鄰，東邊南段及南邊東段與高埔庄為鄰，南邊西段為烏眉坑庄，西邊為北勢窩庄。
1901年（日治明治三十四年）11月，全台廢縣廳改設二十廳，該庄隸屬於苗栗廳。1909年（明治四十二年）10月，合併二十廳為十二廳，該庄改隸屬於新竹廳。1920年（大正九年），廢十二廳改設五州二廳，該庄改制為「四湖」大字，隸屬於新竹州苗栗郡四湖庄。
戰後四湖庄改制為四湖鄉，隸屬於新竹縣，大字亦改制為村。1950年桃、竹、苗分治，四湖鄉改隸屬於苗栗縣。1954年8月3日，四湖鄉因與雲林縣四湖鄉同名，改名為「西湖鄉」。

## 聚落
本地區發展較早的聚落有四湖（東，今名四湖店）、槺榔埔、石頭灣、清仔窩、四湖（西）山仔頂、牛蘭窩等，在日治期初期的官方地圖上已有記載。此外，本地區尚有新屋下、老屋下、老屋、大竹圍、學堂下、上四湖、下四湖、彭屋等聚落。

## 交通
國道3號又稱「福爾摩沙高速公路」，是貫穿台灣西部的兩條縱向高速公路之一，大致以東北—西南走向經過四湖地區西北部。境內未設交流道，東北側最近的是省道台6線交會口的後龍交流道，西南側最近的是縣道128號交會口的通霄交流道，由此等進入可快速前往台灣西部國道3號沿線各地。
縣道119號是龍港至三義雙連潭的道路，也是本地區西湖溪東岸的主要連絡道路，大致以北北西—南南東走向轉西北—東南走向蜿蜒經過本地區。由該道路向北北西轉北北東可前往東三湖、二湖、頭湖、烏眉、龍港並止於省道台61線（西部濱海快速公路）後龍交流道及台6線路口，向東南可前往五湖、銅鑼、三義雙連潭並止於縣道130號路口。
鄉道苗33線是後龍中和至西湖下埔的道路，也是本地區西湖溪西岸的主要連絡道路，大致以西北—東南走向轉北北東—南南西走向蜿蜒經過本地區中部。由該道路向西北轉北可前往二湖、灣瓦、崎頂、赤土崎並止於省道台61線赤土崎交流道西側鄉道苗32線路口，向南南西轉南南東可前往四湖、下埔並止於鄉道苗34-4線路口。
苗35線是東四湖至烏眉坑的道路，大致以東北—西南走向蜿蜒經過本地區東部及東南部邊界地帶，往東北轉北可前往西湖鄉四湖地區與縣道119號交會，往西南可前往烏眉國小旁與縣道128號交會。

## 學校
- 瑞湖國小